# لخمامجة (الخمامجة وأولاد وشن)
لخمامجة هو دُوَّار يقع بجماعة غياتة الغربية، إقليم تازة، جهة فاس مكناس في المملكة المغربية. ينتمي الدوّار لمشيخة الخمامجة وأولاد وشن التي تضم 13 دوار. يقدر عدد سكانه بـ 250 نسمة حسب الإحصاء الرسمي للسكان والسكنى لسنة 2004.

## روابط خارجية
- البوابة الوطنية للجماعات الترابية نسخة محفوظة 12 مارس 2018 على موقع واي باك مشين.
- المندوبية السامية للتخطيط